# 上海浦东发展银行大厦
浦东发展银行大厦是位於中華人民共和國上海市浦東新區陸家嘴金融貿易區的一個辦公樓。地處世紀大道和浦東南路交叉口。該建築由華東建築設計研究院和WZMH Architects聯合設計。該建築高度為146.6米，地面36層。算上燈塔則高度為185米。他的裙房高度為30米，共有8層。該建築於1994年設計，2000年落成。2003年1月，浦东发展银行搬入浦东发展银行大厦。